# Irredentismo argentino

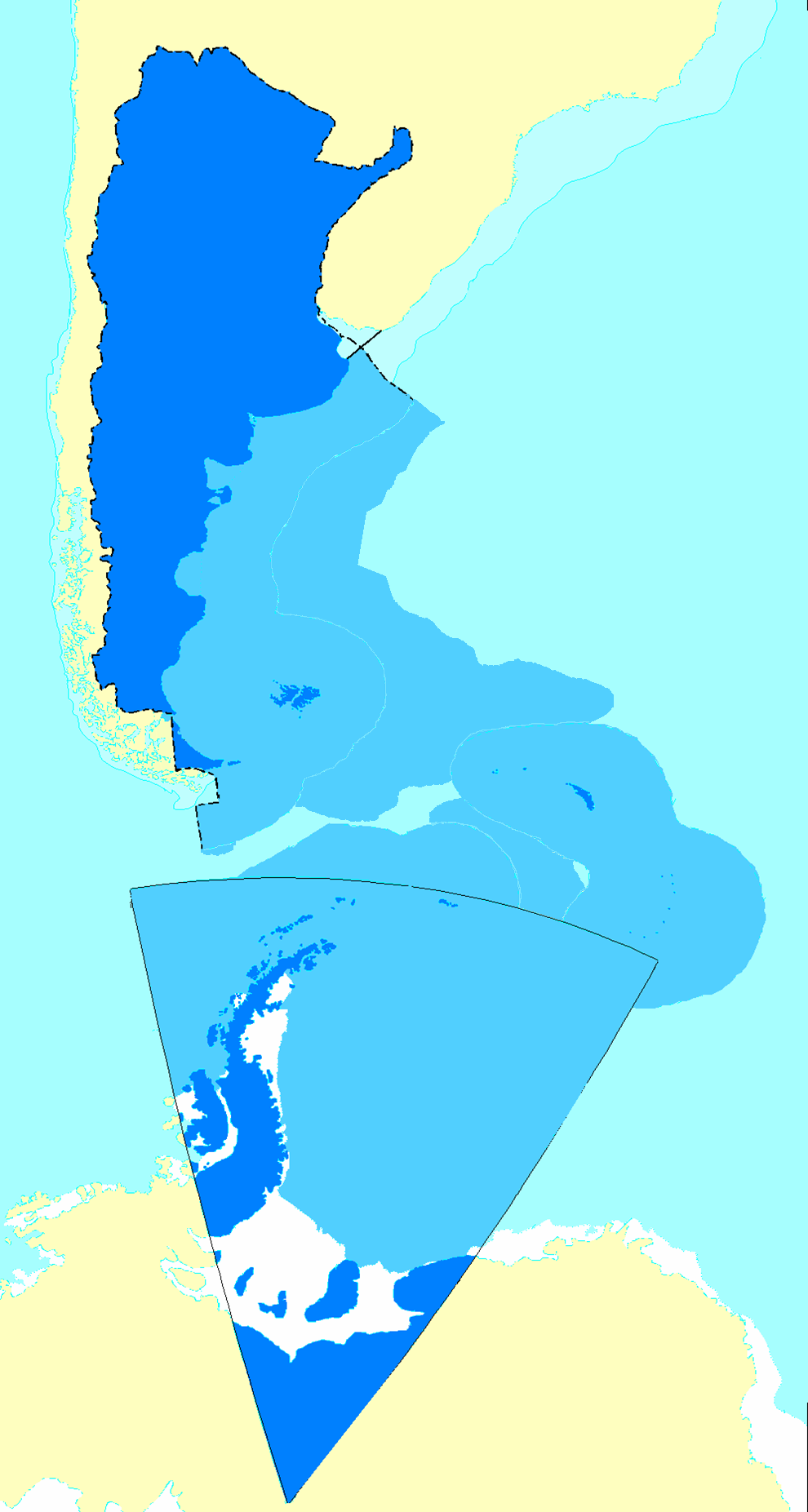
Mapa da Argentina com todos os territórios reivindicados por seu governo.

O irredentismo argentino (ou o conceito de Gran Argentina) refere-se à ideia da soberania da Argentina sobre os territórios ultramarinos britânicos das Ilhas Malvinas, Geórgia do Sul e Sandwich do Sul, assim como a disputa com o Chile pelo Campo de gelo do sul da Patagônia, na região conhecida como Antártida Argentina e Espaço marítimo argentino. Também pode se referir a outros territórios anteriormente disputados, como as Ilhas Picton, Lennox e Nueva, Puna atacamenha e Tarija, entre outros. A Argentina tem atualmente uma administração eficaz sobre 2 780 400 km² que, somados com outros 980 874 km² referentes à Antártida Argentina e Ilhas do Atlântico Sul, totalizam uma área de 3 761 274 km² de área reivindicada de facto, tornando-se o sétimo maior país em superfície do mundo.
Neste contexto, o escritor e diplomata Vicente Quesada acunhou o conceito de "Gran Argentina", um país que abrange todos os territórios do antigo vice-reinado, que falharam devido a uma balcanização promovida pelo Reino Unido e Brasil, os erros da diplomacia Argentina e as perspectivas do Partido Unitário, que prefere um país menor em torno de Buenos Aires. A ideia foi acatada por historiadores, livros didáticos, atlas históricos, ensaios, etc. O objetivo de reconstruir um país quebrado foi identificado como um objetivo desejável, mas, independentemente do expansionismo militar como uma opção aceitável, e só uma união política alcançada através de meios diplomáticos. Também foi usado para promover o patriotismo argentino durante a onda de imigração europeia para o país entre o século XIX e XX.
Numa nota de Luis Alberto Romero, publicada no jornal Diario Perfil, ele fala do mito territorial que existe na Argentina, como resultado do processo de balcanização que atingiu o país. Além disso, diz que a Argentina está "incompleta" e, que junto com a seguridade de um destino de grandeza prometido, há uma permanente insatisfação. "Nós não somos o que deveríamos ser, pois não temos todo o território que deve ser atribuído a nós", explica uma parte da nota. Referindo-se ao irredentismo argentino, ele diz que "recuperar as terras argentinas por essência, temporariamente arrebatadas, é uma missão, um mandato para os argentinos. [...] A questão é que nós não seremos uma nação completa até recuperar o que nos pertence".
Ramón Salguero destaca em seu livro "Tudo sobre o Beagle", as supostas "perdas de território" que a Argentina sofreu ao longo de sua história, em relação ao que deveria herdar dos territórios do Vice-reinado do Rio da Prata. Entre os "territórios perdidos", ele inclui Paraguai, Bolívia, Uruguai, Missões Orientais, o Estreito de Magalhães e a Península Brunswik, parte do Sul e Centro-Oeste do Brasil, o Chaco paraguaio, a Patagônia chilena, Tarija e Puerto Natales.

## Discussão do Vice-Reino do Rio da Prata
O Vice-Reino do Rio da Prata era uma entidade territorial que estabeleceu a Coroa espanhola na América, como parte do Império Espanhol. Ele nasceu de uma divisão do Vice-Reino do Peru e integrado dos territórios das províncias de Buenos Aires,  Tucumán e Santa Cruz de la Sierra, na aldeia de Cuyo e os distritos da província de Charcas. Estas áreas formam agora as repúblicas da Argentina, Bolívia e partes do sul do Brasil, norte do Chile e sul do Peru, bem como as Ilhas Malvinas (em disputa). Também inclui ilhas nominalmente africanas, como de Fernando Poo (hoje Bioko) e a corrente Annobón Guiné Ecuatorial.4
Após a Revolução de Maio e no início da Guerra da Independência da Argentina, um processo de balcanização , que culminou com a criação dos países modernos da Argentina, Bolívia começou.
Descrição fragmentação dos vários sectores do vice-reinado :